# Півкино (селище)
Пі́вкино (рос. Пивкино) — селище у складі Щучанського району Курганської області, Росія. Входить до складу Каясанської сільської ради.
Населення — 156 осіб (2010, 213 у 2002).
Національний склад станом на 2002 рік: росіяни — 98 %.